# Crkva sv. Lovre od Pazdigrada
Crkva sv. Lovre od Pazdigrada u Splitu, Hrvatska. Nalazi se na adresi Put sv. Lovre 10c.

## Opis
Građena je kroz više razdoblja, od 13. do 19. stoljeća. Jednobrodna crkvica s apsidom, izgrađena je u 19. st., na mjestu srednjovjekovne crkve koja se u dokumentima prvi put spominje 1250. kao "Sanctus Laurentius Paganus" (sv. Lovre Seoski), a od koje se, kao antependij današnjeg oltara, sačuvao predromanički plutej oltarne pregrade, ukrašen pleterom. U 16. i 17.st. više je puta stradala od Turaka. U crkvi je gotički kip sv. Lovre, porijeklom iz crkve sv. Lovre koja se nekad nalazila na Narodnom trgu (Pjaci). Godine 1933., unutrašnjost je oslikana freskama s prizorima iz života sv. Lovre, Polaganja u grob i Uskrsnuća, splitskog slikara Mate Meneghella. Crkvica je posljednji put obnovljena 1983. kada su izvršena i arheološka istraživanja.

## Zaštita
Pod oznakom Z-3859 zavedena je kao nepokretno kulturno dobro - pojedinačno, pravna statusa zaštićena kulturnog dobra, klasificiranog kao sakralna graditeljska baština.

## Vanjske poveznice
|  | Zajednički poslužitelj ima još gradiva o temi Crkva sv. Lovre od Pazdigrada |